# Мавзолей «Имам-заде» (Гянджа)
Мавзолей «Имам-заде» (азерб. İmamzadə türbəsi), известный также как Гёй-Имам (Göy imam), — мавзолей XIV века, расположенный в 5 км от города Гянджа в Азербайджане, недалеко от городища Старая Ганджа. На кладбище, где сооружён мавзолей, кроме него находятся мечети, надгробия и другие памятники.

## Архитектура
Прямоугольный в плане, мавзолей «Имам-заде» завершается облицованным разноцветным поливным кирпичом куполом на цилиндрическом основании. Со всех сторон, за исключением юго-восточного фасада, к нему в своё время примыкали различного рода пристройки. По внешнему виду можно констатировать, что он реставрировался, реконструировался и ремонтировался, причём, в разное время.
Мавзолей был построен в два этажа, что видно из того, что отношение сторон прямоугольного плана первого этажа почти соответствует отношению расстояний между противоположными углами и противоположными сторонами правильного шестиугольника второго этажа.

## История мавзолея
По предложению Реслера, мавзолей «Имам-заде» был построен в X веке. И. П. Щеблыкин относил сооружение памятника к более позднему периоду, но немного раньше XVII века. Ещё более поздним временем датировал памятник Л. С. Бретаницкий, относя его строительство к XVIII веку. Сооружение центральной части мавзолея «Имам-заде» относится к концу XIII и началу XIV вв. Таким образом, представляющий в нынешнем виде наслоение многих веков комплекс Имам-заде в Гандже является примером превращения ранее построенного мавзолея (XIV век) в культовый памятник.
В 1878-79 годах по инициативе генерал-майора Исрафил-бека Едигарова мавзолей был восстановлен. Реставрационная надпись на мавзолее от 1878 года относила его к 120 году хиджры, то есть к 737/8 гг.:
Это священный мавзолей — высокая могила госпадина нашего Ибрагима, сына имама Мухаммеда Багира, над ним мир! — который скончался в пределах сто двадцатого года от хиджры Да благословит его и пошлет ему мир! И приказал возобнавить его высокопоставленный майор Исрафил-бек Ядигар-заде Тифлисский. Это было в 1296 г. [1878 н. л.]

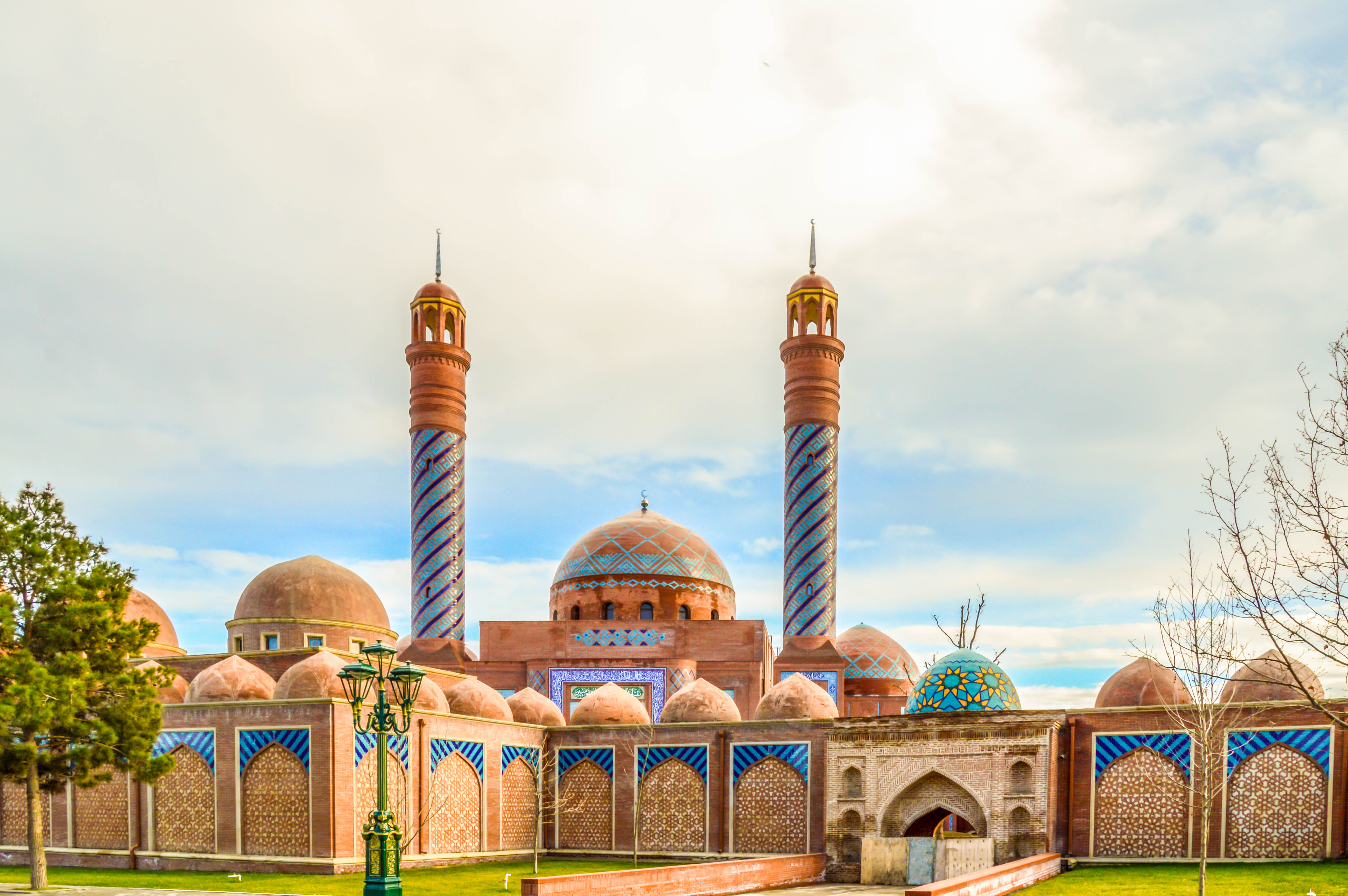
Здание комплекса «Имам-заде» после реставрации

Армянский историк XVIII века Чамчян и путешественник XIX века В. С. Джалалян указывают, что согласно сложившемуся в народе мнению «Гёй-имам» является могилой некоего Хосрова, погибшего от рук монгольских убийц, в 1393 году, относя, таким образом, этот памятник к XIV веку. Приписка, сделанная на армянской рукописи, также гласит о мученической смерти в это время некоего Хосрова ганджинского.
В годы советской власти мавзолей пришёл в запустение и разрушился. Сохранились сам мавзолей, построенный в конце XIV — начале XV веков, мечеть, склеп и другие гробницы вокруг комплекса, сооруженные в XVII веке. В 2010 году президент Азербайджана Ильхам Алиев подписал особое Распоряжение о ремонте и реставрации памятника. На основании соответствующих распоряжений по реставрации и ремонту «Имамзаде» из резервного фонда президента было выделено 9 миллионов манатов, а в 2014 года — ещё 3 миллиона манатов. Сам президент страны лично два раза (в 2011 и 2014 гг.) знакомился с проводимой здесь работой и давал соответствующие поручения и рекомендации.